# Jules-Élie Delaunay
Jules-Élie Delaunay (Nantes, 13 de junho de 1828 – Paris, 5 de setembro de 1891) foi um pintor acadêmico francês, conhecido por suas pinturas históricas e retratos.
Foi eleito membro da Académie des Beaux-Arts em 1879 e tornou-se professor da École Nationale Supérieure des Beaux-Arts de Paris em 1889. Teve grande participação no círculo artístico de sua época, tendo conta(c)to com artistas como Gustave Moreau e Edgar Degas, que conheceu enquanto estudava arte antiga em Roma através da bolsa Prix de Rome.

## Biografia
Filho de um comerciante, Jules-Élie Delaunay nasceu em 13 de junho de 1828 no departamento Loire-Atlantique, na cidade francesa de Nantes. Seu pai inicialmente opôs-se contra sua carreira como pintor, pois não achava-a rentável economicamente, e por isso os estudos artísticos de Delaunay avançaram gradualmente: foi um aluno de um dia na escola de elite Externat des Enfants Nantais, onde conheceu a celebridade artística local, Joachim Sotta, que acreditou nos talentos de Delaunay o suficiente para dar-lhe aula durante um ano, apresentando-o durante uma viagem a Paris em 1846 ao famoso pintor Jean-Hippolyte Flandrin, um antigo aluno de Ingres, cujas técnicas serviriam de inspiração ao jovem Delaunay por anos.
Flandrin passaria a dar aula a ele em 7 de abril de 1848 no seu ateliê na École Nationale Supérieure des Beaux-Arts, em Paris, onde também foi aluno do artista acadêmico Louis Lamothe. O verdadeiro avanço nos estudos de Delaunay, no entanto, só aconteceria em 1856, quando ganhou o Prix de Rome e foi estudar arte antiga em Roma, na Itália. Esse passo também representou uma mudança em suas técnicas: deixou de lado a busca pela perfeição rafaelita, que travava aperfeiçoando as técnicas de Ingres, e passou à sinceridade e severidade dos traços da arte do século XIV.
Especializou-se em retratos e pintura histórica, e quando voltou para Paris em 1861, como enviava obras de Roma para a França, já tinha uma carreira consolidada, recebendo diversas encomendas, como alguns afrescos para a Igreja de São Nicolau em Nantes; três painéis de Apolo, Orfeu e Anfíon no salão de ópera Ópera Garnier, onde trabalhou com seu amigo e pintor impressionista Pierre Puvis de Chavannes, e doze pinturas para o salão principal do conselho de estado francês no Palais Royal.
Em 1869 expôs seu famoso quadro Praga em Roma no Salão de Paris. Foi eleito membro da Académie des Beaux-Arts em 1879 e tornou-se professor da École Nationale Supérieure des Beaux-Arts, em Paris, em 1889. Na última década de sua vida ganhou grande popularidade como pintor de retratos e tornou-se reconhecido tanto no meio artístico quanto popular, tendo tornado-se colega de outros artistas de destaque de sua época ainda em Roma, como seu grande amigo Gustave Moreau e Edgar Degas.
Morreu em Paris em 5 de setembro de 1891, deixando seus quadros de Cenas da Vida de São Genevieve, feitos para o Panteão de Paris, inacabados.
O Museu de Orsay tem seu quadro Praga em Roma e uma figura nua de Diana. O Museu de Belas Artes de Nantes, além de Lição sobre Flauta, tem 2673 desenhos e 49 pinturas de Delaunay.

## Galeria

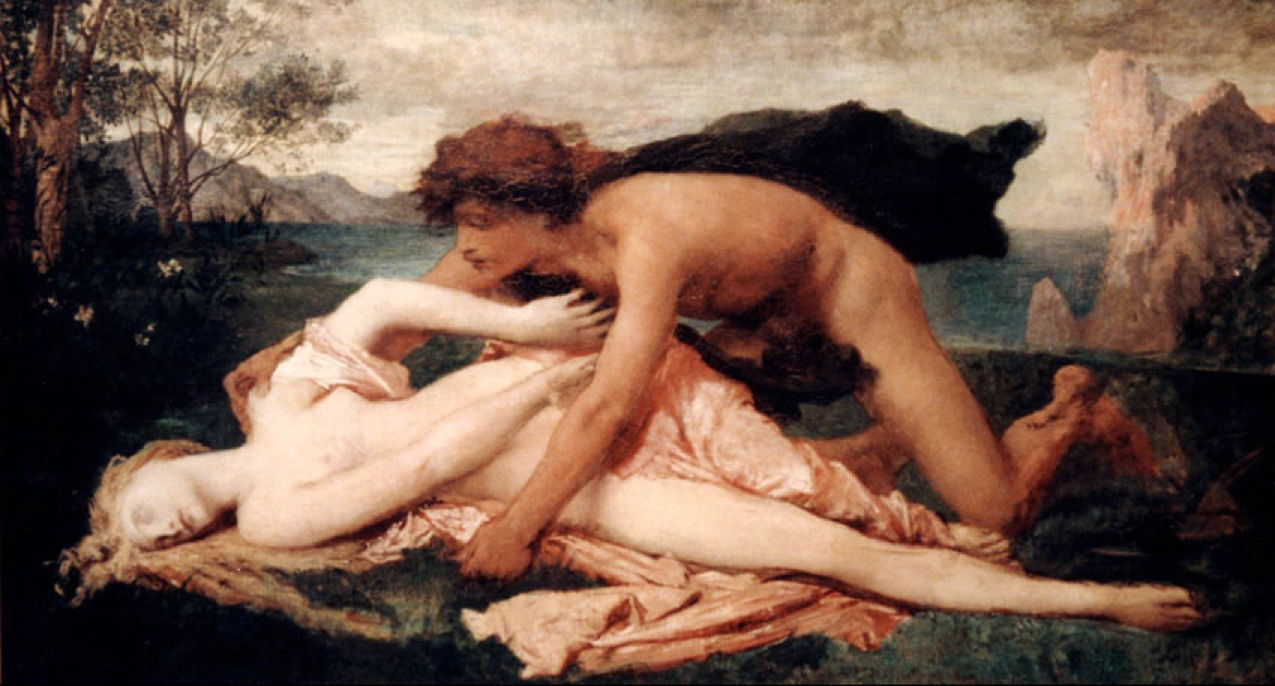
A ninfa Héspera chora por Esaco (1859), no museu de arte Gliptoteca Ny Carlsberg, em Copenhague, Dinamarca.
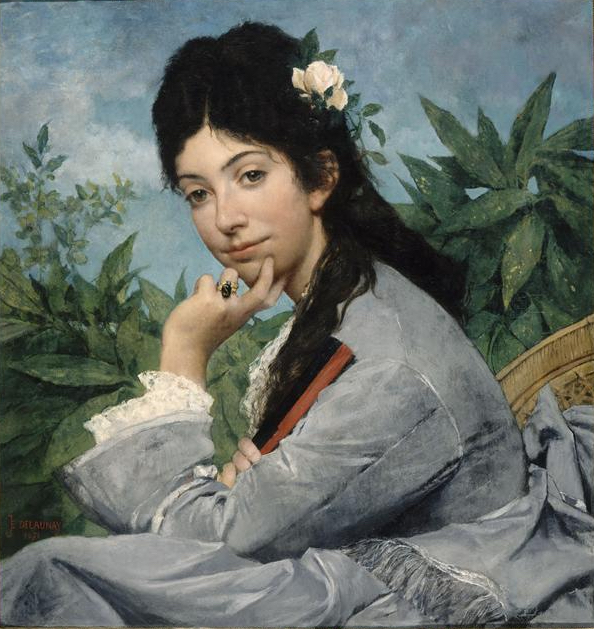
Retrato da Senhorita Stéphanie Brousset (1871), no Museu de Belas Artes de Nantes, França.
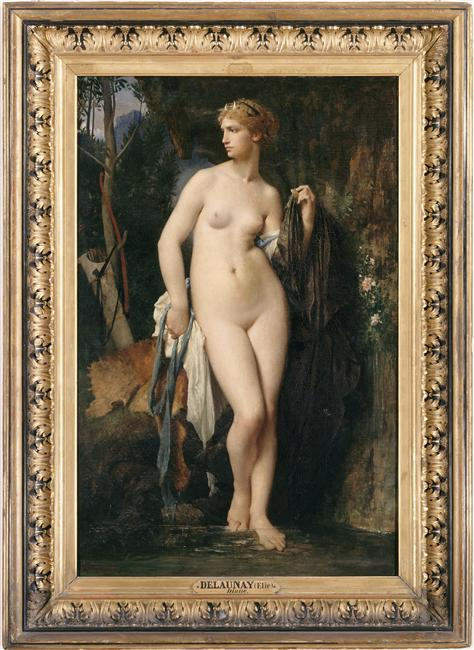
Diana (1872), no Museu de Orsay, em Paris, França.
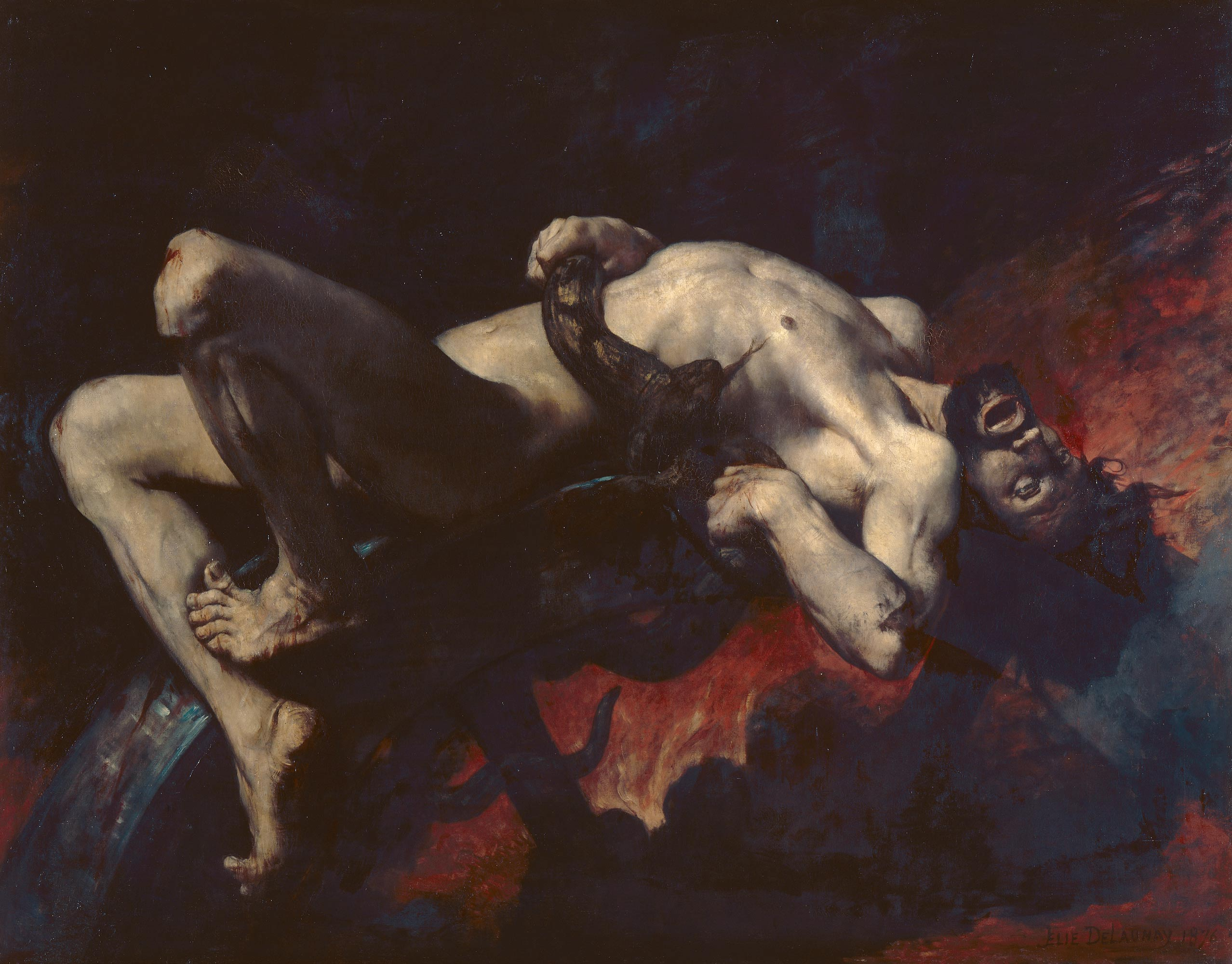
Íxion jogado ao Hades (1876), no Museu de Belas Artes de Nantes, França.
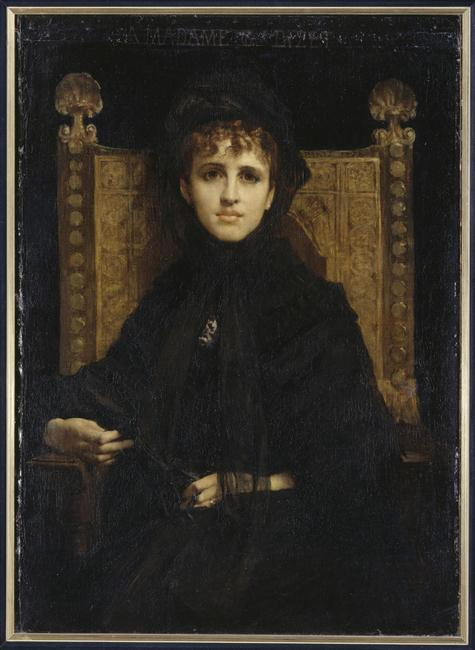
Retrato da Senhora Georges Bizet (1878), no Museu de Orsay, em Paris, França.
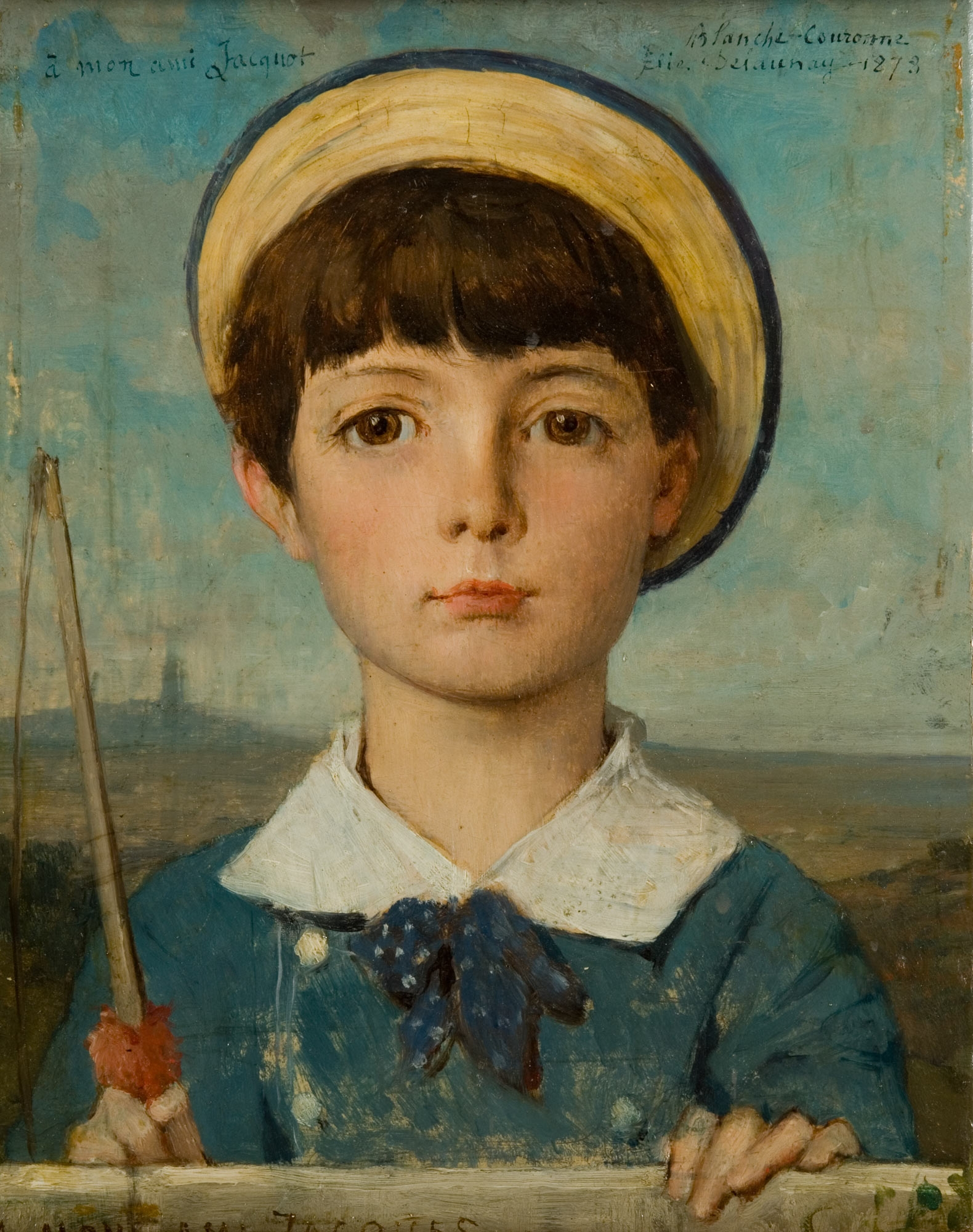
Retrato infantil de Jacques Bizet, filho de Georges Bizet e Geneviève Halévy (1878), no Museu de Belas Artes de Nantes.
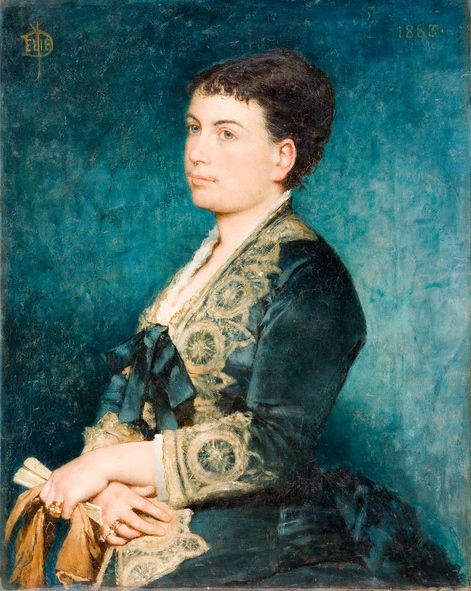
Retrato da Senhora Georges Guiard, nascida Fanny Goüin (1883), no Museu de Belas Artes de Nantes, França.
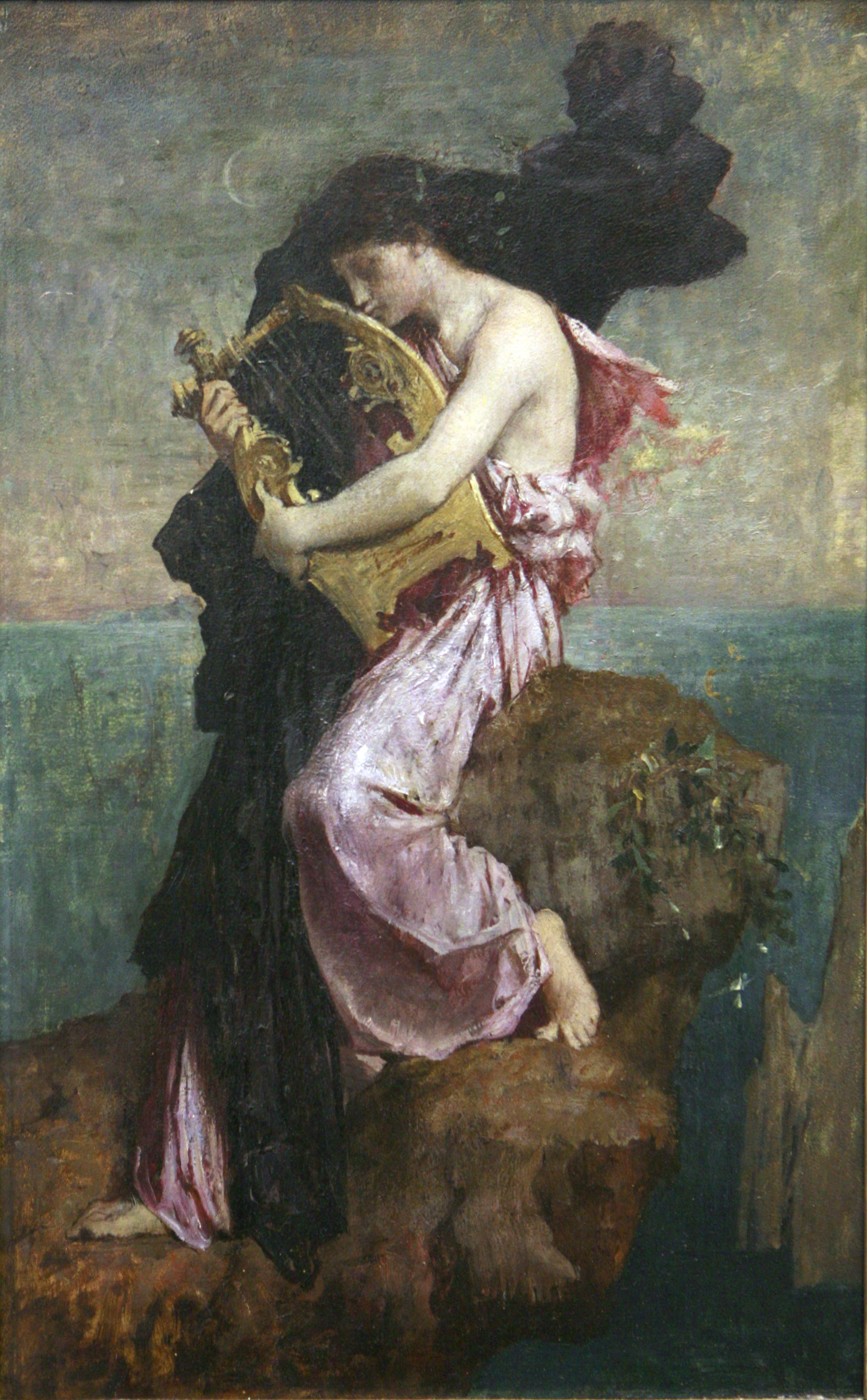
Safo abraçada à sua lira, no Museu de Belas Artes de Nantes, França.